# Sportovní Klub Slavia Praha 2020-2021
Questa voce raccoglie le informazioni riguardanti lo Sportovní Klub Slavia Praha nelle competizioni ufficiali della stagione 2020-2021.

## Rosa
| N. |                           | Ruolo | Calciatore             |
| -- | ------------------------- | ----- | ---------------------- |
| 1  | Rep. Ceca (bandiera)      | P     | Ondřej Kolář           |
| 2  | Rep. Ceca (bandiera)      | D     | David Hovorka          |
| 3  | Rep. Ceca (bandiera)      | D     | Tomáš Holeš            |
| 4  | Costa d'Avorio (bandiera) | D     | Simon Deli             |
| 5  | Danimarca (bandiera)      | D     | Alexander Bah          |
| 6  | Rep. Ceca (bandiera)      | D     | David Zima             |
| 7  | Romania (bandiera)        | C     | Nicolae Stanciu        |
| 9  | Nigeria (bandiera)        | C     | Peter Oladeji Olayinka |
| 11 | Rep. Ceca (bandiera)      | A     | Stanislav Tecl         |
| 12 | Senegal (bandiera)        | C     | Abdallah Sima          |
| 13 | Rep. Ceca (bandiera)      | P     | Jan Stejskal           |
| 14 | Paesi Bassi (bandiera)    | C     | Mick van Buren         |
| 15 | Rep. Ceca (bandiera)      | D     | Ondřej Kúdela          |
| 16 | Rep. Ceca (bandiera)      | A     | Jan Kuchta             |

| N. |                           | Ruolo | Calciatore          |
| -- | ------------------------- | ----- | ------------------- |
| 17 | Rep. Ceca (bandiera)      | C     | Lukáš Provod        |
| 18 | Rep. Ceca (bandiera)      | D     | Jan Bořil           |
| 19 | Liberia (bandiera)        | C     | Oscar Dorley        |
| 20 | Rep. Ceca (bandiera)      | C     | Michal Beran        |
| 23 | Rep. Ceca (bandiera)      | C     | Petr Ševčík         |
| 25 | Slovacchia (bandiera)     | C     | Jakub Hromada       |
| 27 | Costa d'Avorio (bandiera) | C     | Ibrahim Traoré      |
| 28 | Rep. Ceca (bandiera)      | C     | Lukáš Masopust      |
| 29 | Bahrein (bandiera)        | A     | Abdulla Yusuf Helal |
| 30 | Ucraina (bandiera)        | D     | Taras Kačaraba      |
| 31 | Rep. Ceca (bandiera)      | P     | Přemysl Kovář       |
| 32 | Rep. Ceca (bandiera)      | C     | Ondřej Lingr        |
| 34 | Rep. Ceca (bandiera)      | P     | Matyáš Vágner       |
| 40 | Rep. Ceca (bandiera)      | C     | Tomáš Rigo          |